# Dombeya dufournetii
Dombeya dufournetii är en malvaväxtart som beskrevs av Arenes. Dombeya dufournetii ingår i släktet Dombeya och familjen malvaväxter. Inga underarter finns listade i Catalogue of Life.